# HMS Success (1825)
Pour les autres navires du même nom, voir HMS Success.

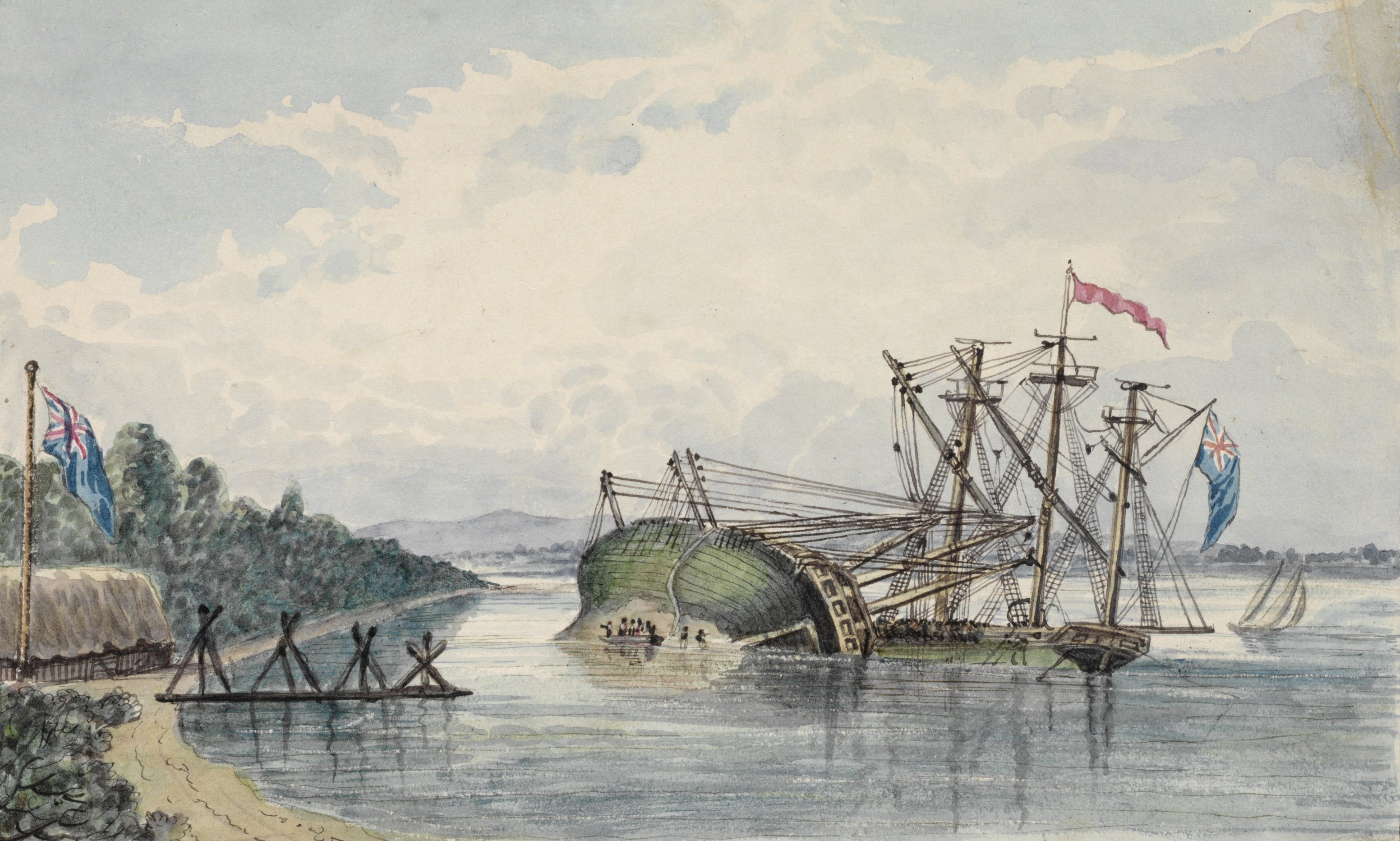
Le Success subissant des réparations.

Le HMS Success était une corvette en bois de la Royal Navy. Il portait 28 canons.
Le Success est notable pour avoir exploré l'Australie-Occidentale et la rivière Swan en 1827, sous le commandement du capitaine James Stirling.